# Nan (flod)
Nan är en 627 km lång flod i norra Thailand som har sin källa i den norra delen av Luang Prabangbergen vid den laotiska gränsen. Bifloden Yom ansluter nära Chum Saeng. Precis uppströms Nakhon Sawan flyter Ping och Nan ihop och bildar då Chao Phraya tillsammans. Städerna Nan, Uttradit, Phichai och Phitsanulok ligger längs floden.